# 劉利群
劉利群，GBS，JP（1964年10月27日—），前香港政府官員，前環境及生態局常任秘書長（食物）。

## 簡歷
劉利群就讀於荃灣官立中學，1987年於香港大學取得社會科學學士學位，1988年9月加入香港政府政務職系，於2011年4月晉升為首長級乙一級政務官，於2016年4月晉升為首長級甲級政務官，2022年4月晉升為首長級甲一級政務官。
劉利群曾於多個決策局及部門服務，包括政務總署、保安科、經濟科、財政科及財經事務局。她其後歷任以下重要職位：
- 2002年：財經事務及庫務局首席助理秘書長（財經事務）
- 2003年10月至2008年7月：教育統籌局副秘書長（後改稱教育局副秘書長）
- 2008年7月至2010年5月：工業貿易署副署長（對外貿易關係、管制及支援）
- 2010年5月至2014年3月12日：環境局副秘書長
- 2014年3月13日至2021年2月22日：食物環境衞生署署長
- 2021年2月23日至2022年6月30日：食物及衞生局常任秘書長（食物）
- 2022年7月1日至2024年11月10日：因政策局架構重組調任環境及生態局常任秘書長（食物）

## 爭議
劉利群擔任食物環境衞生署署長期間，正值2019年反對逃犯條例修訂草案運動。她其後擢升為常任秘書長時，被被《大公報》質疑處理連儂牆不力等，不符「愛國治港者」標準。

## 榮譽

### 殊勳
- 官守太平紳士（J.P.）（2006年7月1日－）[10]
- 金紫荊星章（GBS）（2025年7月1日－）